# کوین بارالون
کوین بارالون (انگلیسی: Kévin Barralon؛ زادهٔ ۲۴ ژوئن ۱۹۸۲) بازیکن فوتبال اهل فرانسه است.
از باشگاه‌هایی که در آن بازی کرده‌است می‌توان به باشگاه فوتبال استاد رنس، باشگاه فوتبال نیم المپیک، باشگاه فوتبال لیل، و باشگاه فوتبال المپیک لیون اشاره کرد.